# Mausz

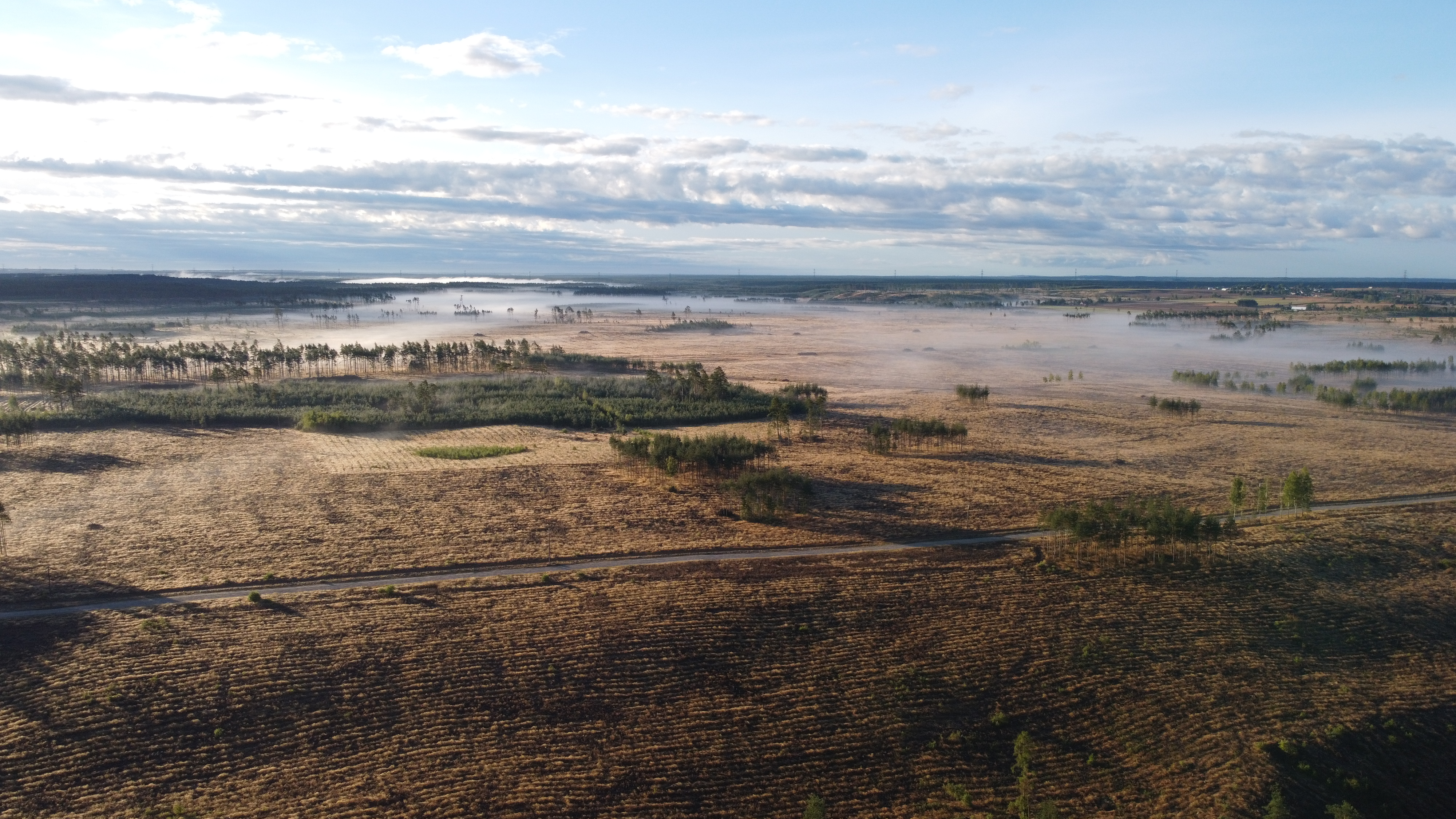
Widok w 2020 roku na teren po zniszczonym lesie

Mausz (kaszb. Môùsz) – jezioro rynnowe na wschodnim krańcu Pojezierza Bytowskiego w powiecie kartuskim województwa pomorskiego. Linia brzegowa jest urozmaicona i malownicza. Ogólna powierzchnia: 384 ha, maksymalna głębokość: 45 m.
W środek jeziora wcina się malowniczy półwysep z leżącą na nim wsią letniskową Ostrów Mausz. Inne miejscowości położone nad stromymi brzegami jeziora to Kłodno i Grabowo Parchowskie.
W jeziorze, które ma stałe połączenie krótką strugą z rzeką Słupią, żyją szczupak, sielawa, lin, leszcz, okoń, węgorz, płoć, karaś oraz Koza pospolita.
12 sierpnia 2017 roku nad jeziorem Mausz przeszły nawałnice, które zniszczyły znaczną część leśnej otuliny jeziora.